# إميل فينجبو
اميل فينجبو (بالدنماركية: Emil Vinjebo) (و. 1994  م) هو راكب دراجة هوائية دنماركي.

## سجل الفوز

### سباقات أو مراحل فاز بها
| التاريخ        | السباق                                                                            | المركز                                            |
| -------------- | --------------------------------------------------------------------------------- | ------------------------------------------------- |
| 29 يونيو 2014  | Course en ligne masculine aux championnats du Danemark de cyclisme sur route 2014 | المرتبة 11 في التصنيف العام                       |
| 28 يونيو 2015  | Course en ligne masculine aux championnats du Danemark de cyclisme sur route 2015 | العاشر في التصنيف العام                           |
| 30 أبريل 2016  | جي بي فيبورغ 2016                                                                 | السادس في التصنيف العام                           |
| 27 مايو 2016   | سباق الطريق ضد الساعة للرجال تحت 23 سنة في بطولة الدنمارك لسباق الدراجات 2016     | التاسع في التصنيف العام                           |
| 23 يونيو 2016  | بطولة الدنمارك لسباق الدراجات ضد الساعة 2016                                      | المرتبة 14 في التصنيف العام                       |
| 31 يوليو 2016  | طواف الدنمارك 2016                                                                | السابع في تصنيف أفضل شاب                          |
| 10 يونيو 2017  | فيين روندت 2017                                                                   | المرتبة 12 في التصنيف العام                       |
| 03 سبتمبر 2017 | 2017 Okolo Jižních Čech                                                           |                                                   |
| 25 مارس 2018   | تور دو نورماندي 2018                                                              | الثالث في تصنيف أفضل شاب، السابع في التصنيف العام |
| 15 أبريل 2018  | طواف لوار وشير 2018                                                               | الثاني في التصنيف العام، الخامس في تصنيف النقاط   |
| 21 أبريل 2018  | جائزة هيرنينغ الكبرى 2018                                                         | المرتبة 19 في التصنيف العام                       |
| 23 سبتمبر 2018 | 2018 Duo Normand                                                                  |                                                   |

## روابط خارجية
- إميل فينجبو على موقع الاتحاد الدولي للدراجات (الإنجليزية)
- إميل فينجبو على موقع أرشيف الدراجات (الإنجليزية)
- إميل فينجبو على موقع إحصائيات الدراجات الإحترافية (الإنجليزية)
- إميل فينجبو على موقع نسبة الدراجات (الإنجليزية)
- إميل فينجبو على موقع CycleBase (الإنجليزية)